# أحمد لاوان
أحمد لاوان ( مواليد 12 يناير 1959) هو سياسي نيجيري يشغل منصب رئيس مجلس شيوخ نيجيريا وهو عضو في حزب مؤتمر الجميع التقدميين النيجيري.